# 空軍総監 (ドイツ)

空軍総監（ドイツ語: Inspekteur der Luftwaffe、略称：InspL）は、ドイツ連邦空軍における最高位職。
その職務は、連邦国防省大臣に直属し、補佐のために空軍の幕僚および人材・資器材の準備に責任を負う。空軍の最高幹部として連邦国防大臣を補佐し連邦国防省空軍指揮幕僚監部を通じて、空軍指揮司令部（LfüKdo）とそれに従属する師団および同級部隊、空軍局（LA）とそれに従属する教育および支援機関などを統括する。空軍総監は連邦軍総監主催の軍事指導者会議（MFR）内の空軍を代表する最高幹部として出席する。
日本の航空自衛隊でいう航空幕僚長に相当する最高幹部である。
総監にあてられる階級は空軍中将。

## 歴代総監
| 代 | 氏名                                                                  | 着任           | 離任           | 備考                                         |
| -- | --------------------------------------------------------------------- | -------------- | -------------- | -------------------------------------------- |
| 1  | ヨーゼフ・カムフーバー空軍中将 Josef Kammhuber                        | 1957年6月1日   | 1962年9月30日  | 1961年に大将                                 |
| 2  | ヴェルナー・パニツキ空軍中将 Werner Panitzki                          | 1962年10月1日  | 1966年8月25日  | スターファイター事件の為に辞任               |
| 3  | ヨハネス・シュタインホフ空軍中将 Johannes Steinhoff                   | 1966年9月2日   | 1970年12月31日 | 1971年から1974年までNATO軍事委員会議長       |
| 4  | ギュンター・ラル空軍中将 Günther Rall                                 | 1971年1月1日   | 1974年3月31日  |                                              |
| 5  | ゲルハルト・リンベルク空軍中将 de:Gerhard Limberg                     | 1974年4月1日   | 1978年9月30日  |                                              |
| 6  | フリードリヒ・オブレサー空軍中将 de:Friedrich Obleser                 | 1978年10月1日  | 1983年3月31日  |                                              |
| 7  | エーベルハルト・エイムラー空軍中将 de:Eberhard Eimler                 | 1983年4月1日   | 1987年9月30日  | 1987年から1990年まで欧州連合軍副最高司令官   |
| 8  | ホルスト・ユングクルト空軍中将 de:Horst Jungkurth                     | 1987年10月1日  | 1991年9月30日  |                                              |
| 9  | イェルク・クーバルト空軍中将 de:Jörg Kuebart                          | 1991年4月1日   | 1994年9月30日  |                                              |
| 10 | ベルンハルト・メンデ空軍中将 de:Bernhard Mende                        | 1994年10月1日  | 1997年9月30日  |                                              |
| 11 | ロルフ・ポルツ空軍中将 de:Rolf H. Portz                               | 1997年10月1日  | 2001年3月31日  |                                              |
| 12 | ゲルハルト・バック空軍中将 de:Gerhard W. Back                         | 2001年4月1日   | 2004年1月      | 2004年から2007年までブルンスム統合軍司令長官 |
| 13 | クラウス＝ペーター・スティーグリッツ空軍中将 de:Klaus-Peter Stieglitz | 2004年1月12日  | 2009年10月29日 |                                              |
| 14 | アールネ・クロイツィンガー＝ヤニク空軍中将 de:Aarne Kreuzinger-Janik  | 2009年10月29日 | 2012年4月25日  |                                              |
| 15 | カール・ミュルナー空軍中将 de:Karl Müllner                            | 2012年4月25日  | 2018年5月29日  |                                              |
| 16 | インゴ・ゲアハルツ空軍中将 Ingo Gerhartz                              | 2018年5月29日  | 現職           |                                              |